# Prisión de Izoliátsiya
La prisión de Izoliátsiya (del ruso: Изоля́ция, aislamiento) se creó después de la captura de Donetsk por las tropas rusas en 2014.

## Estado
Está ubicado en Donetsk en Svitliy Shlyach Street, 3. La prisión apareció después de que el 9 de junio de 2014 terroristas de la "DPR" incautaran el fondo de arte "Isolation" y lo convirtieron en un objeto del "Ministerio de Seguridad del Estado de la DPR". Desde entonces, los militantes se han estado entrenando allí, hay un almacén de autos robados, equipo militar y armas, allí se mantienen presos ilegales que son sometidos a torturas.La prisión es una instalación secreta. Los tribunales de la "DPR" son ilegales y sus sentencias no son válidas. Los detenidos que están en "aislamiento" no han recibido un juicio justo y no han sido condenados por un delito. Hay numerosos casos de detenidos que han sido torturados para que confiesen. La tortura es una violación de los derechos humanos y no debe ser tolerada. Las personas que han sido torturadas no deben ser condenadas por sus confesiones.
El 9 de junio de 2014, hombres armados ingresaron al territorio de la planta. Entre ellos se encontraban combatientes del batallón " Vostok ". Según el terrorista Roman Lyagin, que participó en la captura, el local iba a ser utilizado para el depósito de ayuda humanitaria de la Federación Rusa. Según Leonid Baranov, en ese momento el ministro de Seguridad del Estado de la "DPR", el motivo de la ocupación de los edificios "Isolation" fue ideológico: los residentes de la autoproclamada "DPR" solo podían verse perjudicados por el arte moderno y los valores que representa. Según la fundadora de la fundación, Lyubov Mykhaylova, la prisión de "Aislamiento" fue incautada por los separatistas prorrusos por varias razones. En primer lugar, la prisión tenía una posición cívica activa y estaba comprometida con el desarrollo del pensamiento crítico, lo cual no encajaba con la ideología de los separatistas. En segundo lugar, la prisión tenía una infraestructura impresionante, que incluía un terreno de 7,5 hectáreas. Los separatistas probablemente esperaban poder utilizar esta infraestructura para sus propios fines.
La incautación de la prisión de "Aislamiento" es un ejemplo de cómo los separatistas prorrusos están tratando de silenciar a la disidencia y controlar a la población. Es importante seguir de cerca la situación en la prisión y hacer todo lo posible para ayudar a los detenidos.
Según el informe de DRA  y Media Iniciativo por Derechos humanos, el batallón "Vostok" ha estado estacionado en el territorio ocupado desde junio de 2014, y los prisioneros y rehenes civiles se mantienen en las instalaciones.

## Condiciones de la tenencia de rehenes
Antiguos rehenes señalan que los edificios de "Aislamiento" no son aptos para albergar personas, lo que, junto con la violencia física habitual de los detenidos, crea condiciones de estancia cercanas a las de los campos de concentración. Los presos y los rehenes civiles no reciben atención médica adecuada; se ven obligados a trabajar para sirvientes. También están privados de agua y alimentos
Los detenidos en la prisión de "Aislamiento" estaban obligados a realizar trabajos forzados. Cuando los combatientes iban a entrenar o al frente, los detenidos cargaban armas, recogían chatarra, demolían edificios en ladrillos y limpiaban el patio todos los días. También limpiaban la nieve, el polvo y las hojas, trabajaban en la cocina y cuidaban a los animales domésticos..
En 2014-2016, la mayoría de los presos se mantuvieron en sótanos, uno de los cuales podía albergar a cien personas al mismo tiempo. Durante este período, el sótano de "Aislamiento" carecía de literas y baños, en lugar de lo cual los prisioneros eran obligados a usar un barril de plástico debajo del agua. Hasta el verano de 2017, no había baños en las celdas de "Aislamiento", que estaban ubicadas sobre los sótanos, por lo que los presos eran llevados a una habitación separada para aliviar sus necesidades naturales solo dos veces al día con el permiso de la administración. Como uno de los tipos de tortura y abuso, la administración podría prohibir llevar a un preso al baño En julio de 2017, una de las celdas de la prisión de "Aislamiento" fue reparada por iniciativa de uno de los presos, que se consideraba cercano a la administración. La reparación incluyó la instalación de inodoros y lavabos. Sin embargo, las condiciones de detención en otras celdas, como las dos celdas, la sexta celda y la llamada "lujo", no cambiaron.
Estas condiciones inseguras y deficientes violan los derechos humanos de los detenidos. La prisión de "Aislamiento" debería ser cerrada y los detenidos deberían ser liberados..

## Prisioneros
A partir de 2014, más de 100 personas fueron detenidas aquí, en 2019 — 70. Dmytro Potekhin, Valentina Buchok y Galina Gaeva y Stanislav Aseev estuvieron en "Aislamiento" en diferentes momentos.
En diferentes momentos, de diez a 70 personas fueron detenidas en Aislamiento al mismo tiempo. Y estaban custodiados por cinco o siete carceleros. No solo los llamados políticos fueron recluidos en prisión — espías y saboteadores, — pero también personas que tomaron parte en el conflicto por parte de grupos armados ilegales.

## Decoraciones para materiales de propaganda.
En el territorio de "Aislamiento" se filmaron fotos y videos falsos, que supuestamente mostraban que los combatientes de ISIS supuestamente luchaban del lado de Ucrania junto con los combatientes de Azov ucraniano. La investigación realizada por los periodistas de la BBC con la ayuda del servicio Wikimapia permitió establecer el lugar del tiroteo y desmentir la falsificación.

## Obras documentales y creativas.
- 2018 — una colección de ensayos "In Isolation" de Stanislav Aseev[25]
- 2020 — película documental "Aislamiento del campo de concentración" [26] (director — Serguéi Ivanov ).
- 2020 — El libro de Stanislav Aseev "El camino brillante. La historia de un campo de concentración".